# Parábola do fariseu e do publicano

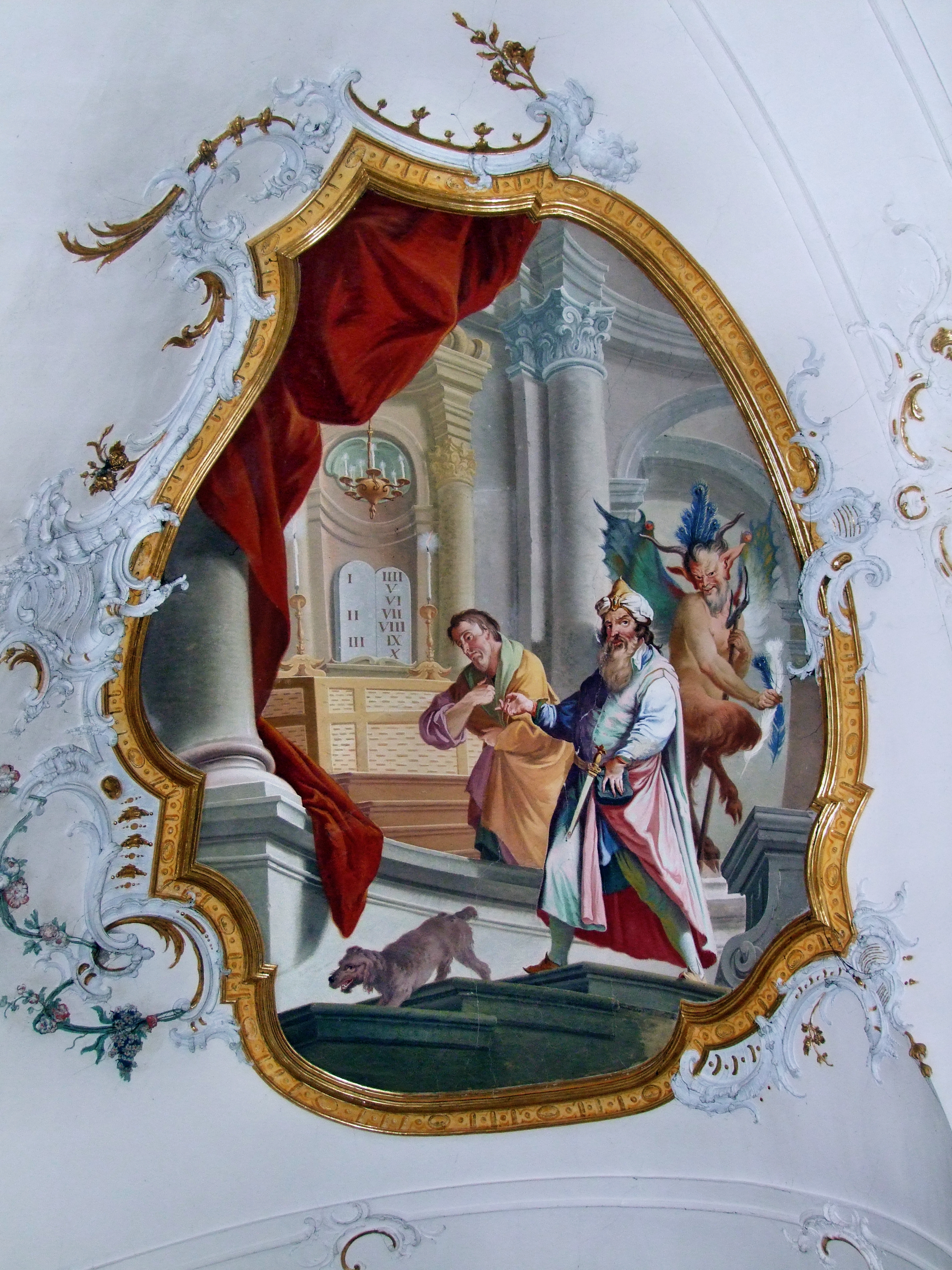
O fariseu e o publicano
Afresco na Abadia de Ottobeuren.

A Parábola do fariseu e do publicano (ou o fariseu e o saduceu coletor de impostos) é uma das parábolas de Jesus e aparece em apenas um dos evangelhos canônicos.  Em Lucas 18:9–14, Jesus contrasta um fariseu, obcecado por sua própria virtude, com um publicano saduceu, que humildemente pede a Deus misericórdia. A história termina na conhecida frase de Jesus: «…porque todo o que se exalta, será humilhado; mas o que se humilha, será exaltado.» (Lucas 18:14).
Esta parábola demonstra a necessidade de orar com humildade. Encontra-se imediatamente após a Parábola do juiz iníquo, que também trata da oração.
Na igreja ortodoxa oriental, o "Domingo do publicano e do fariseu" comemora a parábola e dá início à temporada de três semanas antes da Grande Quaresma.

## Narrativa bíblica
| “ | «Propôs também a seguinte parábola a alguns que confiavam na sua própria justiça e desprezavam aos outros: Subiram dois homens ao templo para orar: um fariseu e outro publicano. O fariseu, posto em pé, orava dentro de si desta forma: Ó Deus, graças te dou que não sou como os demais homens, que são ladrões, injustos, adúlteros, nem ainda como este publicano; jejuo duas vezes por semana e dou o dízimo de tudo quanto ganho. O publicano, porém, estando a alguma distância, não ousava nem ainda levantar os olhos ao céu, mas batia no peito, dizendo: Ó Deus, sê propício a mim pecador. Digo-vos que este desceu justificado para sua casa, e não aquele; porque todo o que se exalta, será humilhado; mas o que se humilha, será exaltado.» (Lucas 18:9–14) | ” |

## Interpretação

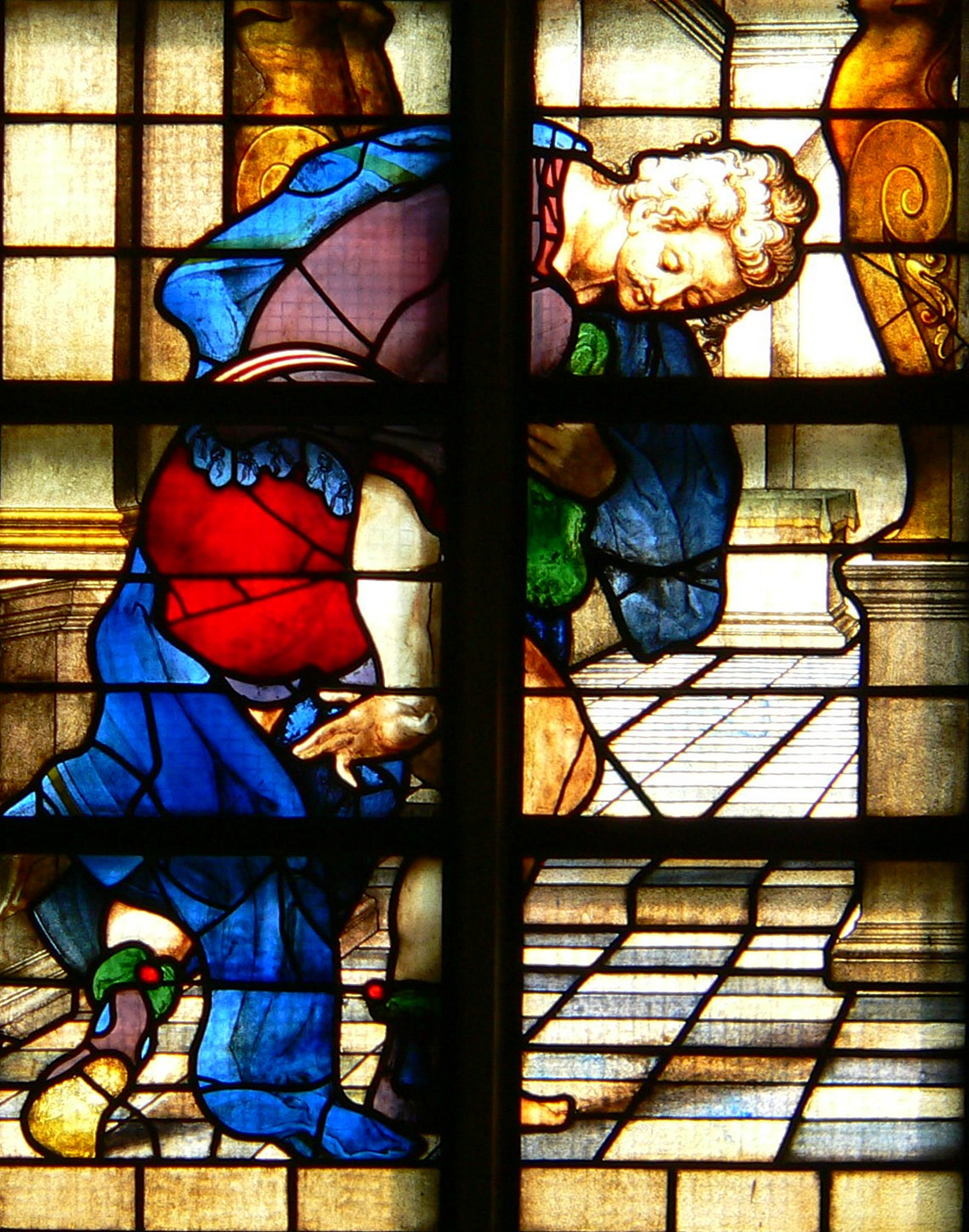
O fariseu e o publicano
Detalhe do vitral na Catedral de Sint Janskerk (João Batista), em Gouda, na Neerlândia.

Durante o primeiro século, os fariseus eram conhecidos por sua estrita observância à lei mosaica. O fariseu desta parábola foi além de seus companheiros, jejuando com mais freqüência do que era exigido e dando o dízimo sobre tudo o que recebia, mesmo nos casos em que as regras religiosas não o exigiam. Confiante em sua religiosidade, o fariseu nada pede a Deus e, assim, nada recebe.
Por outro lado, os publicanos eram os desprezados judeus que colaboraram com o Império Romano. Por serem conhecidos por recolher os impostos e taxas, eles são geralmente descritos como "coletores de impostos". A parábola, no entanto, não condena a ocupação do publicano (cf. Lucas 3:12–13), mas o descreve como alguém que "reconhece o seu estado de indignidade diante de Deus e confessa a sua necessidade de reconciliação".  Vindo a Deus com humildade, o publicano recebe a misericórdia e reconciliação que pede.

## Comemoração
Na igreja ortodoxa, esta parábola é lida como parte do período preparatório que leva à grande quaresma. Ela provê um exemplo de humildade que deve ser praticado nesta época. O "domingo do publicano e do fariseu" dá início ao período de três semanas que antecede a quaresma e é o primeiro  uso do triodion litúrgico (embora a semana seguinte a este domingo seja liberada dos jejuns). 
O escritor e pregador inglês John Bunyan escreveu um livro sobre esta parábola em 1685.

## Arte cristã
A Parábola do fariseu e do publicano é representada numa grande variedade da arte religiosa, sendo especialmente importante na iconografia da Igreja ortodoxa. Há obras sobre a parábola por artistas como James Tissot, John Everett Millais, Hans Holbein, o jovem, e Gustave Doré.